# Sandra Parshall
Sandra Parshall, née en Caroline du Sud, aux États-Unis,  est une femme de lettres américaine, auteure de roman policier.

## Biographie
Elle travaille comme reporter pour divers journaux de la Caroline du Sud, de la Virginie-Occidentale, ainsi qu'à Baltimore, dans l'État du Maryland, avant de se consacrer entièrement à l'écriture.
En 2006, elle publie son premier roman, The Heat of the Moon pour lequel elle est lauréate du prix Agatha du premier roman. Ce titre inaugure une série policière ayant pour héroïne Rachel Goddard, une vétérinaire de McLean, en Virginie, qui se mêle d'éclaircir des affaires criminelles souvent du ressort de Tom Bridger, le shérif du comté.

## Œuvre

### Romans

#### SérieRachel Goddard
- The Heat of the Moon (2006)
- Disturbing the Dead (2007)
- Broken Places (2010)
- Under the Dog Star (2011)
- Bleeding Through (2012)
- Poisoned Ground (2014)

## Prix et distinctions

### Prix
- Prix Agatha 2006 du meilleur premier roman pour The Heat of the Moon[1]